# Bering-sziget
A Bering-sziget (oroszul: о́стров Бе́ринга), Kamcsatkától keletre a Bering-tengerben helyezkedik el. 90 kilométeres hosszával és 24 kilométeres szélességével, a Parancsnok-szigetek legnagyobb szigete. Felülete 1660 négyzetkilométer.
A sziget kopár, időjárása pedig szélsőséges. 1826-ig lakatlan volt, manapság viszont Nyikolszkoje faluban 800 ember él, ezek közül körülbelül háromszázan aleutok. A Bering-sziget dombos, fátlan terület. A sziget ködös és a földrengéseknek van kitéve. Az itt élő emberek halászattal foglalkoznak.
Vitus Bering, Szvjatoj Pjotr (Szent Péter) nevű hajójával, hajótörést szenvedett Bering-sziget partjai mentén, és ott 28 emberével skorbutban meghalt.
A sziget partjai természetes élőhelyet biztosítanak a tengeri vidráknak, és ellőhelyek, bölcsődék a fülesfókák számára.
Bering-szigettől északnyugatra, 4 kilométer távolságban fekszik Toporkov-sziget (Osztrov Toporkov) é. sz. 55° 12′ 09″, k. h. 165° 55′ 59″55.202500°N 165.933056°EToporkov Island. Ez egy kör alakú sziget, melynek átmérője 800 méter.